# Église de la Paix de Jawor
Pour les articles homonymes, voir Église de la Paix.
L'église protestante de la paix (Friedenskirche) dédiée « au Saint-Esprit » (en polonais Kościół Pokoju p.w. Świętego Ducha) de Jawor (en allemand Jauer) fait partie des curiosités les plus remarquables de Silésie. Depuis 2001, elle est inscrite sur la liste du Patrimoine mondial de l'UNESCO.

## Histoire
Les Traités de Westphalie (1648) accordèrent aux protestants de Silésie le droit de construire trois églises : à Glogau, à Jauer et à Schweidnitz (aujourd'hui Świdnica). La condition était qu'elles fussent construites en bois, argile et paille, sans utilisation de clous, et qu'on les situât en dehors de l'enceinte des villes. Tours et cloches leur étaient également interdites.
L'église fut construite au cours des années 1654-1655 d'après un projet de l'architecte de Breslau, Albrecht von Saebisch (1610-1688). Elle est longue de 43,5 m, large de 14 m et haute de 15,7 m, la superficie est d'environ 1 180 m2 et elle peut accueillir environ 5 500 personnes.
Les peintures à l'intérieur sont l'œuvre de Georges Flegel et ont été réalisées au cours de la décennie 1671-1681. Les motifs (plus de deux cents images) proviennent de la Bible pour la plupart. La chaire de 1670 est l'œuvre de Matthieu Knote, de Liegnitz. L'autel, de Martin Schneider, date de 1672. Le premier orgue dû à J. Hoferichter, de Liegnitz, a été créé en 1664. Défectueux, il a été remplacé au cours des années 1855-1856 par un nouvel orgue, d'Adolphe Alexandre Lummert, de Breslau. En 1899, 1937, 2002 et 2005 il a été restauré. Le clocher a été ajouté au début du XVIIIe siècle après que la Convention d'Altranstädt (1er septembre 1717) en eut donné l'autorisation. Les cloches, en tons "g" et "b" ont été fondues en 1708 par Christian Demminger de Liegnitz.
À présent, la communauté protestante de Jawor (ex-Jauer) ne compte plus que quarante personnes environ, c'est pourquoi, l'église est entretenue avec le soutien financier de l'Allemagne.
D'une construction analogue à celle des églises de la paix de Jawor et de Schweidnitz, c'est-à-dire avec colombages, on trouve encore la Gnadenkirche de Militsch, la Grenzkirche de Kriegheide et la Rezesskirche de Herrnprotsch.

## Galerie

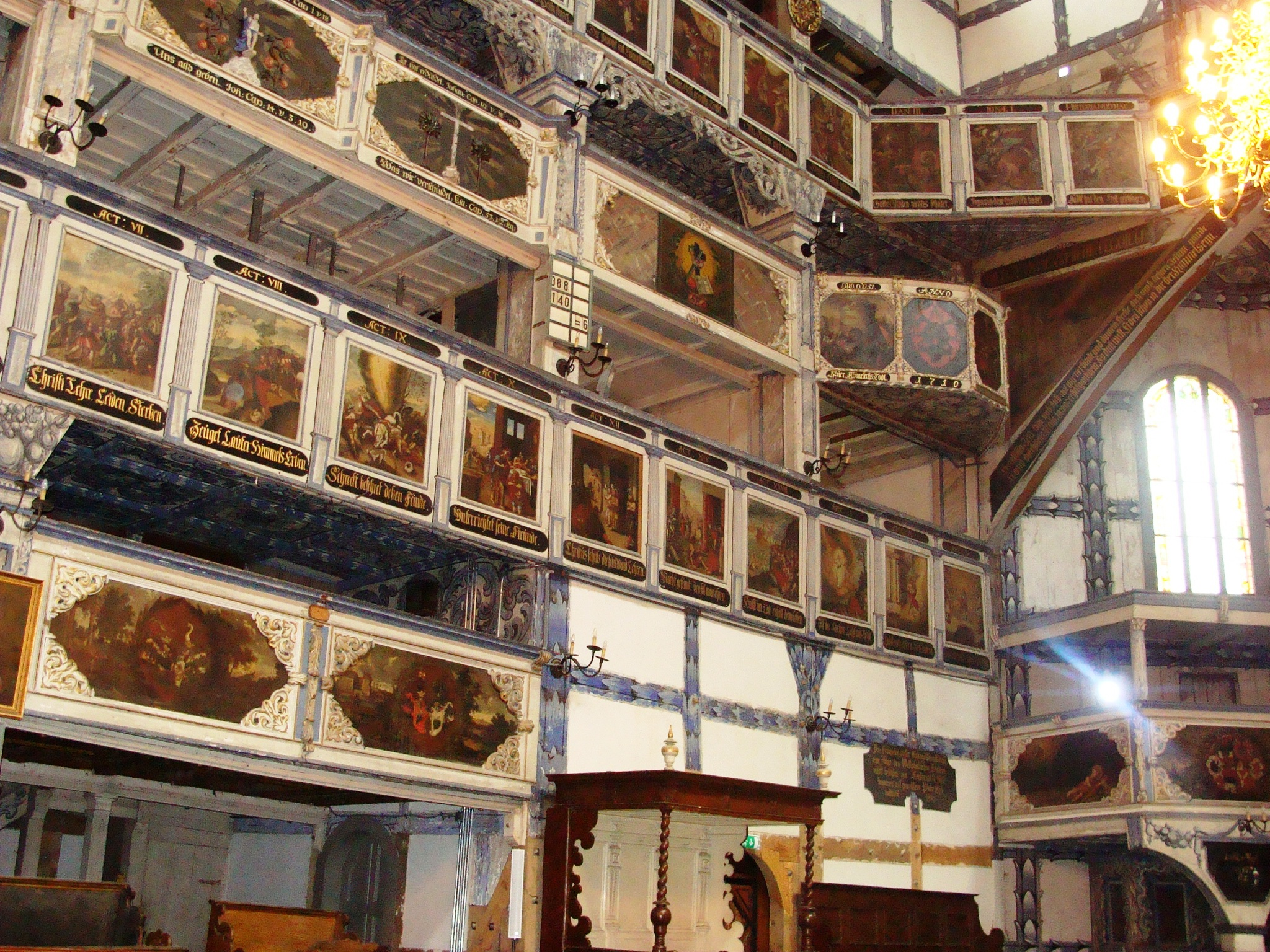
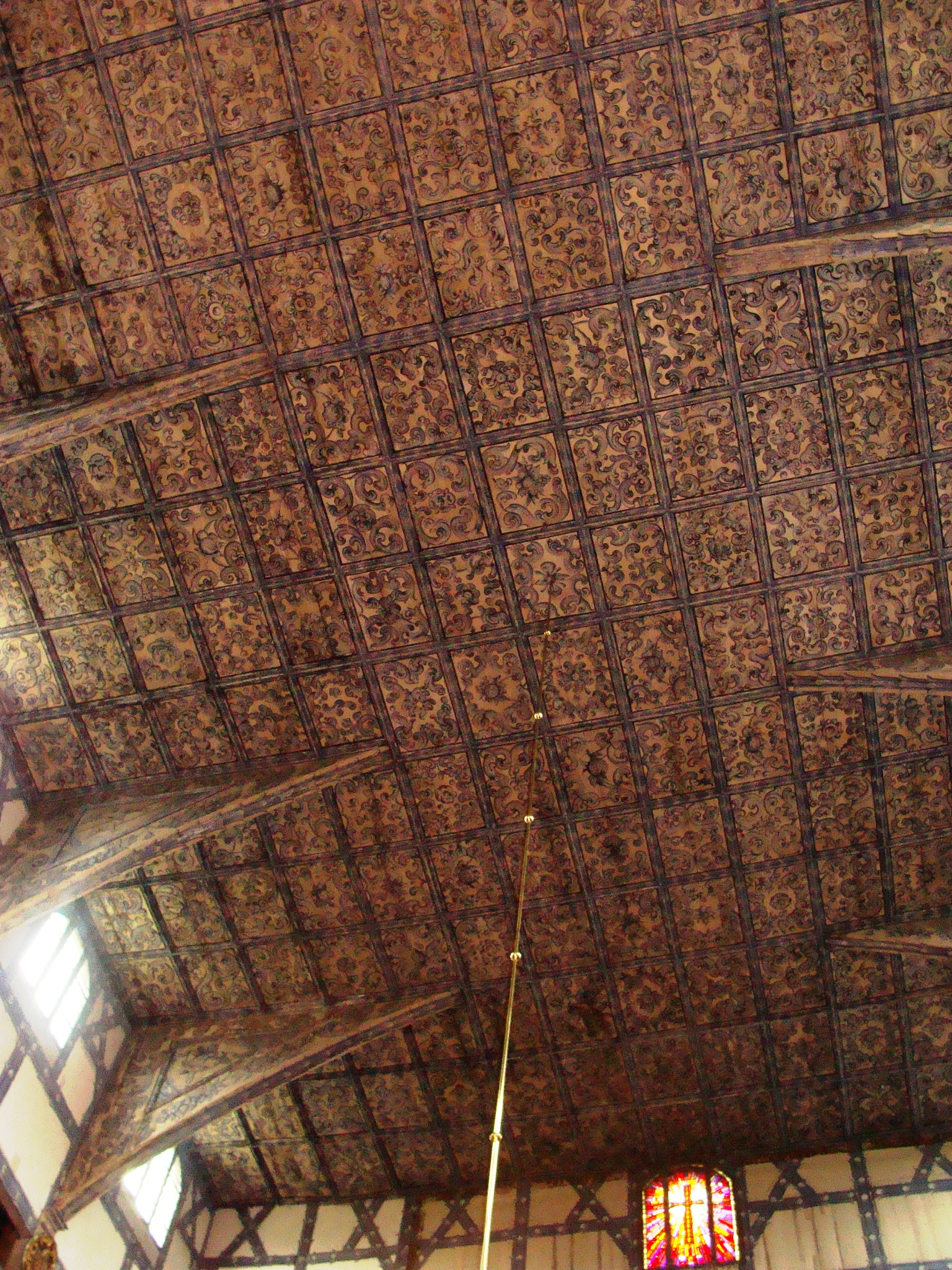
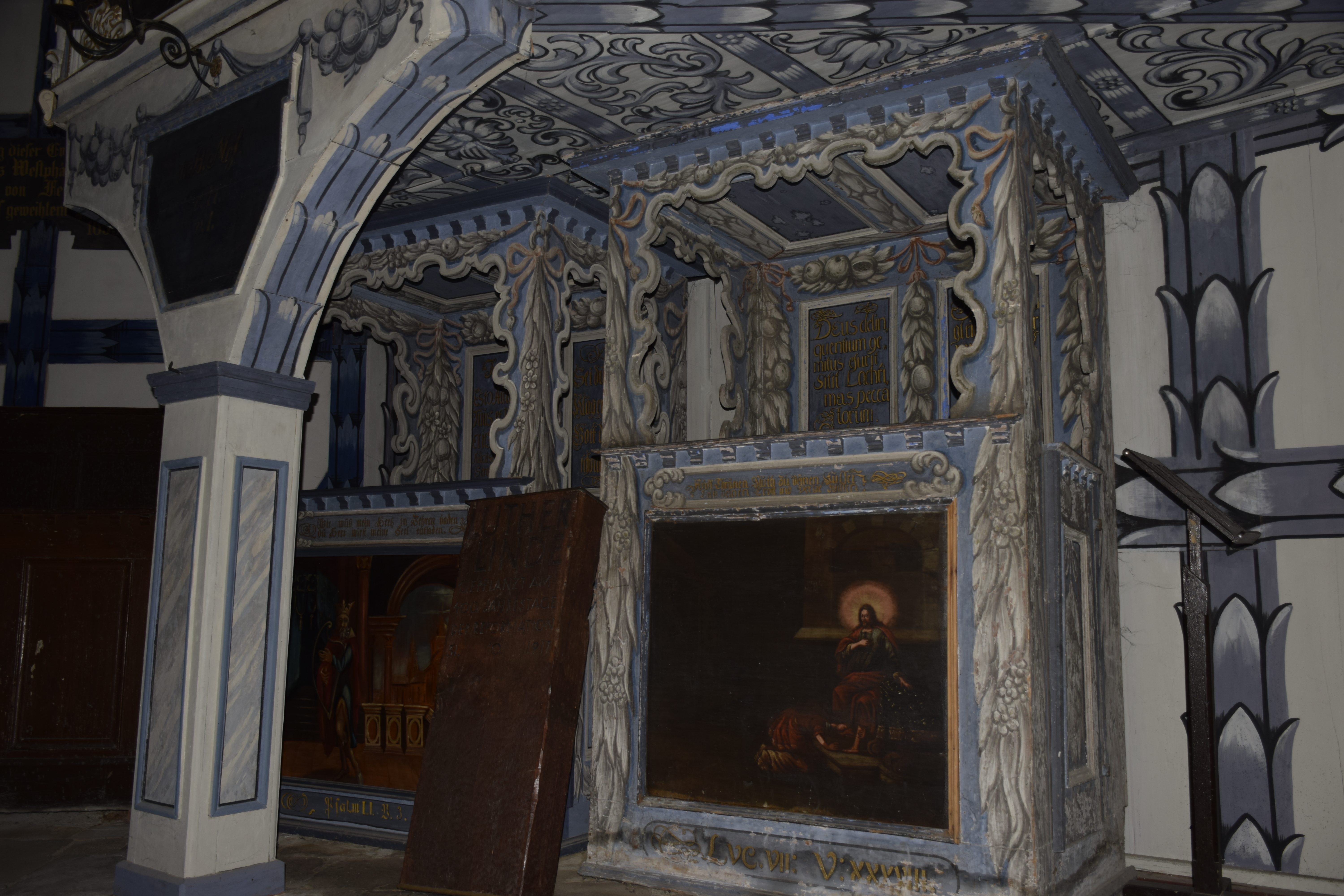
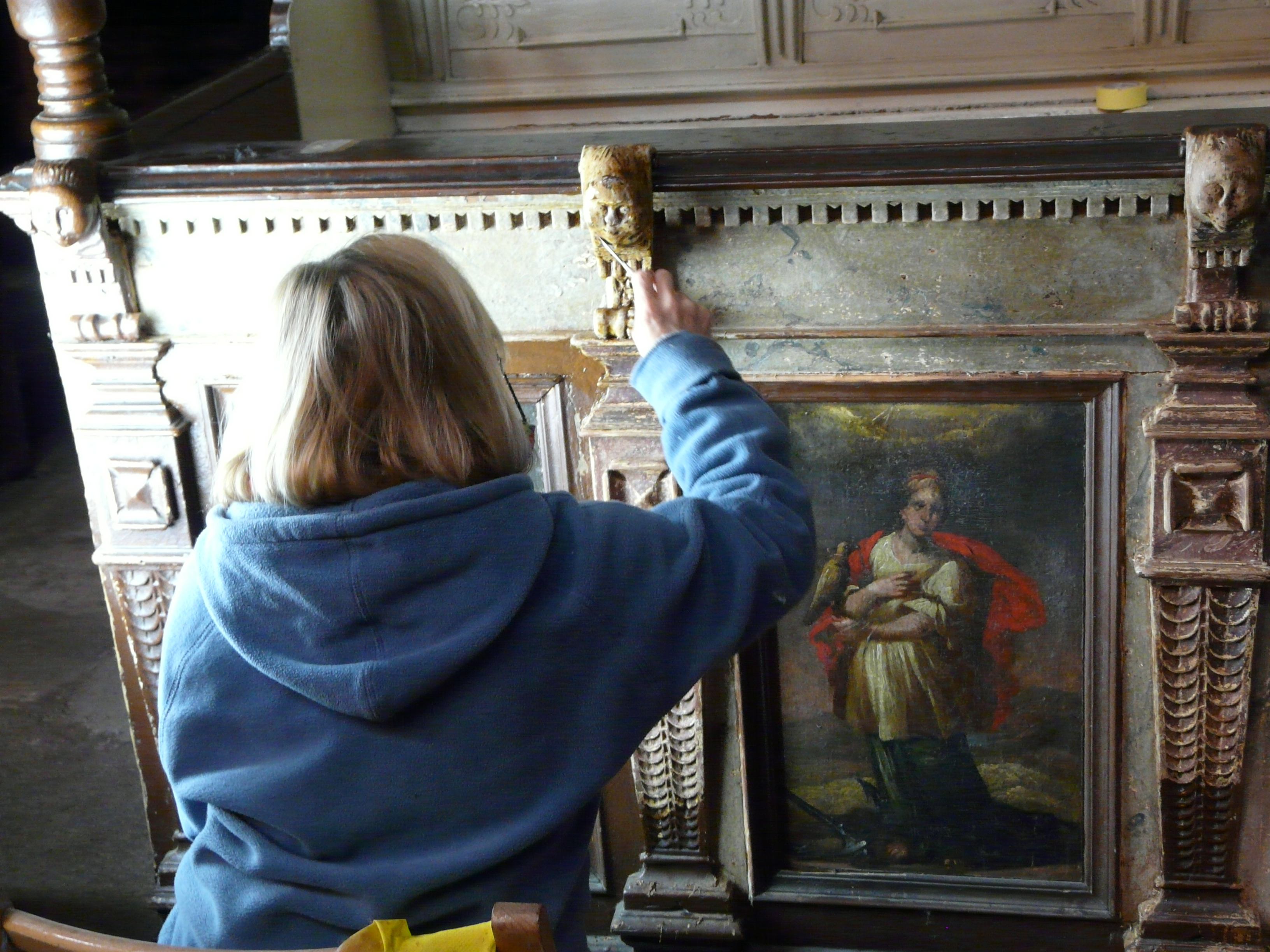
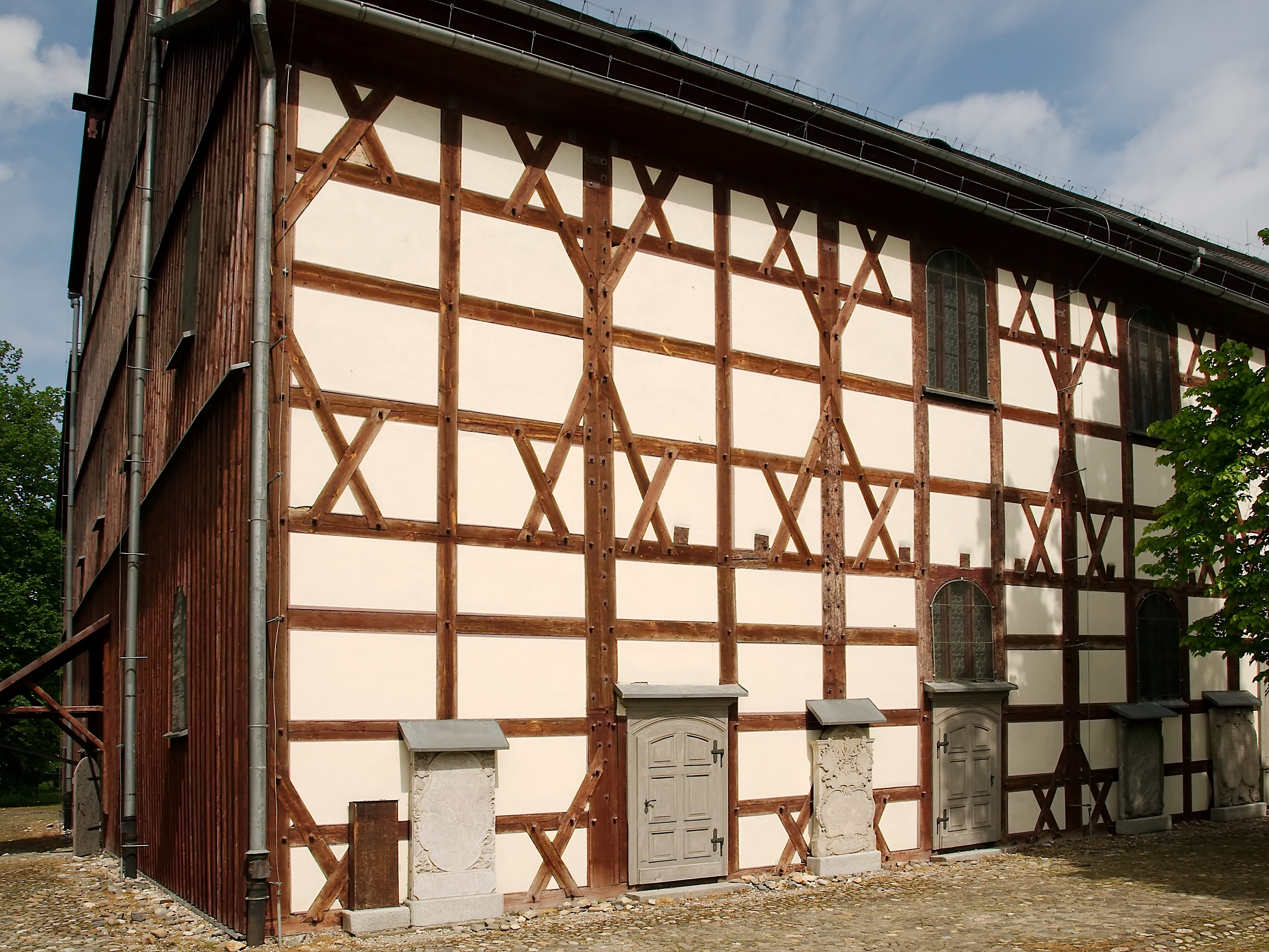

## Sources
- (de) Cet article est partiellement ou en totalité issu de l’article de Wikipédia en allemand intitulé « Friedenskirche (Jauer) » (voir la liste des auteurs).
- Izabella Gawin, Dieter Schulze, Reinhold Vetter, "Schlesien – Deutsche und polnische Kulturtraditionen in einer europäischen Grenzregion" (DuMont-Kunst-Reiseführer), DuMont-Verlag, Cologne 1999,  (ISBN 3-7701-4418-X) (S. 129-132)